# Dariusz Szwagiel
Dariusz Szwagiel (ur. 25 kwietnia 1963 we Wrocławiu) – polski piłkarz, występujący na pozycji napastnika.

## Życiorys
W 1975 roku został juniorem Śląsk Wrocław. W 1981 roku został wcielony do drużyny rezerw, jednak w pierwszym zespole nigdy nie wystąpił. W 1983 roku przeszedł do Ślęzy Wrocław, gdzie grał przez dwa lata. Następnie występował w Lechu Poznań. W barwach tego klubu rozegrał osiemnaście spotkań w I lidze. W styczniu 1987 roku przeszedł do Warty Poznań. W 1991 roku awansował z tym klubem do II ligi. W latach 1993–1996 był zawodnikiem SCO Roubaix, grającego wówczas w National 1. Następnie reprezentował amatorskie kluby francuskie. Karierę zawodniczą zakończył w 2001 roku.